# Overlord (ранобэ)
Overlord (яп. オーバーロード О:ба:ро:до, «Оверлорд») — серия ранобэ авторства Куганэ Маруямы с иллюстрациями so-bin. Первый роман серии начал публиковаться онлайн в 2010 году, а затем права на книги были приобретены издательством Enterbrain. С 30 июля 2012 года были изданы 16 томов. Манга-адаптация выходит в журнале Comp Ace компании Kadokawa Shoten с 26 ноября 2014 года. Студией Madhouse была создана аниме-адаптация, которая транслировалась с 7 июня по 29 сентября 2015 года. В январе 2018 года начали выходить серии 2 сезона аниме-адаптации. 3 сезон стартовал 10 июля 2018 года. 4 сезон вышел на телеэкраны 5 июля 2022 года. 
Overlord очень популярно в Японии. По состоянию на июнь 2015 года, количество проданных книг составило около 600 тыс. экземпляров, по данным на август 2015 года, книги разошлись тиражом более 1,5 млн копий. По состоянию на конец 2017 года продано более 2,6 млн экземпляров (данные только японского рынка).
9 апреля 2019 года по произведению в виде аниме-сериала был выпущен кроссовер Isekai Quartet.

## Сюжет
В 2126 году была выпущена массовая многопользовательская онлайн игра c полным погружением (англ. Dive Massively Multiplayer Online Role Playing Game) или DMMO-RPG под названием Иггдрасиль. Она дает игроку необычайную возможность высокого взаимодействия с игровым миром, что выделяет её среди всех других DMMO-RPG. Спустя 12 лет после запуска игровых серверов, объявляют об их отключении. В игре есть гильдия Айнз Ул Гоун (яп. アインズ・ウール・ゴウン Айндзу У:ру Гоун, Ainz Ooal Gown), когда-то состоявшая из 41 игрока и считавшаяся одной из сильнейших гильдий в игре (занимала 9 место из более чем 800 гильдий, но на момент отключения серверов опустилась до 29 места). Сейчас осталось только 4 игрока, остальные 37 навсегда покинули игру. Из этих 4 только один, глава гильдии Момонга, продолжает играть и поддерживать состояние Великой гробницы Назарик. В день закрытия игры помимо него в Назарике был всего один член гильдии, который вышел из клиента игры незадолго до отключения серверов.
По ностальгическим соображениям Момонга решил побыть в игре до отключения серверов в полночь (00:00:00). В назначенное время игра не отключилась, но исчезла возможность выйти из игры, а игровые боты (NPC) стали вести себя значительно реалистичнее. Мир вокруг Гробницы Назарик тоже изменился, это был больше не Иггдрасиль. В мире работает вся магия и есть различные монстры из мира Иггдрасиля. Сам Момонга понимает, что теперь он лич. А вот кнопки выйти из игры уже нет. Момонга собирается узнать попал ли кто-то из игроков Иггдрасиль в новый мир. Он изменяет свое имя на Айнз Ул Гоун, чтобы другие игроки смогли узнать его, и принимается изучать мир.

## Персонажи

### Назарик
Значимые персонажи выступающие на стороне Назарика. Главным героем является Момонга (позже Айнз Ул Гоун) бывший игрок в игре Иггдрасиль. Остальные же персонажи являются НПС из игрового мира Иггдрасиль, либо присоединились к Назарику в новом мире

Персонажи Великой гробницы Назарик (слева направо): Демиург, Маре Белло Фьоре, Шалтир Бладфоллен, Альбедо, Айнз Ул Гоун, Себас Тиан, Аура Белла Фьора, Коцит.

#### Айнз Ул Гоун
Айнз Ул Гоун (яп. アインズ・ウール・ゴウン Айндзу У:ру Гоун)
также известный как Момонга (яп. モモンガ) / Момон (яп. モモン)
Сэйю: Сатоси ХиноГлавный герой, лидер и единственный оставшийся член гильдии Айнз Ул Гоун. В реальности офисный клерк и заядлый игрок ДММО-РПГ «Иггдрасиль». В день закрытия вышеупомянутой игры, находясь онлайн, внезапно попадает в другой мир в обличье своего игрового персонажа — Момонги. Буквально переродившись в истинную нежить, и осознав своё положение, протагонист начинает сбор информации о новом мире, а также меняет имя на название своей некогда прославленной гильдии в надежде, что в будущем оно прогремит на весь мир и привлечёт игроков, которые тоже могли остаться в игре. Протагонист очень осторожен в новом мире и первое время не предпринимает никаких серьезных действий. Айнз вступает в гильдию авантюристов под именем Момон и становится известен как загадочный «Тёмный Воин». Есть две цели которые преследует герой: исследовать новый мир и получить местные деньги. 
Тач Ми (яп. たっち・み)
Сэйю: Рётаро Окиаю
Лучший и первый друг Айнза. Бывший лидер клана Найнс Оун Гоал - предшественника гильдии Айнз Ул Гоун. Тач Ми и другие члены гильдии Айнз Ул Гоун, считаются одними из 41 Высшего Существа Великой Гробницы Назарик. Он создатель Себаса Тиана, а также один из самых сильных игроков Иггдрасиля.
Тач Ми носит блестящие белые доспехи со шлемом. Внедренный в его грудь огромный сапфир излучает чистый божественный свет. Сила его брони соответствует титулу Чемпиона Мира и превосходит снаряжение божественного класса, конкурируя даже с оружием гильдии. Его внешность в реальной жизни, как говорят, в точности как у Себаса Тиана.

#### НПС Назарика
Бывшие элитные НПС, созданные членами гильдии Айнз Ул Гоун («высшими существами») для защиты великой гробницы Назарика. При переходе в иной мир они ожили, воплощая в себе описания придуманное их создателями. В описании каждого было заложена преданность Назарику и высшим существам, то есть членам гильдии Айнз Ул Гоун.
Альбедо (яп. アルベド Арубэдо)
Сэйю: Юми Хара
Смотритель стражей этажей, суккуб. Вторая во властной иерархии Назарика после Айнза. Предстает в облике красивой женщины с крыльями падшего ангела и рогами, которые как корона обрамляют её голову. Полная экипировка Альбедо состоит из тяжёлых черно-фиолетовых доспехов, рогатого шлема и секиры. Вследствие легкомысленного изменения её описания, внесённого Айнзом непосредственно перед переходом в новый мир, испытывает к нему сильное любовное влечение. Презирает людей, считая их низшей формой жизни.
Шалтир Бладфоллен (яп. シャルティア・ブラッドフォールン Сярутиа Бураддофо:рун)
Сэйю: Сумирэ Уэсака
Страж первого, второго и третьего этажей Назарика, истинный вампир. Также влюблена в Момонгу, что делает отношения с Альбедо конкурентными. В повседневной жизни выглядит как маленькая девочка с непропорционально большой грудью, бледной кожей и белыми волосами, в платье викторианской эпохи. Истинный же её облик разительно отличается: кровососущий монстр с лицом миноги, а именно длинным языком и круглым ртом-присоской. Владеет красными боевыми доспехами и сражается модифицированной пикой. Была взята под контроль разума мировым предметом. Айнзу пришлось убить её и воскресить без контроля разума.
Является сильнейшим стражем этажей.
Коцит (яп. コキュートス Кокю:тосу)
Сэйю: Кэнта Миякэ
Страж пятого этажа, инсектоид. Могучий воин и исполнительный слуга, делающий свои первые шаги в тактике и стратегии дабы стать достойным полководцем. В отличие от остальных стражей, Коцит не презирает более слабых существ, ценит в смертных храбрость и боевой дух. Возглавил первое нашествие на земли людоящеров и потерпел поражение. Во второй битве лично перебил лидеров людоящеров, впоследствии став правителем этих земель и народа. Похож на ледяного насекомовидного гуманоида, с четырьмя руками и бело-голубым, покрытым льдом панцирем, в бою использует 4 оружия по одному в каждой руке.
Аура Белла Фьора (яп. アウラ・ベラ・フィオーラ Аура Бэра Фио:ра)
Сэйю: Эмири Като
Страж шестого этажа; тёмный эльф. Персонаж женского пола, сестра-близнец Маре. По меркам эльфов она очень юная, но не по людским, ей 80 лет. Очень эгоистичная личность, озорная и энергичная, экстраверт. Между Аурой и Шалтир постоянно происходят словесные перепалки. Аура достаточно ловко управляется с длинными клинками, а одна из её сил заключается в приручении животных и чудовищ. Несмотря на юность и легкомысленный детский характер, является смертоносным защитником Назарика, беспощадной убийцей и безукоризненной слугой Айнз Ул Гоуна. Предпочитает носить мужскую одежду и имеет ярко выраженную гетерохромию.
Маре Белло Фьоре (яп. マーレ・ベロ・フィオーレ Ма:рэ Бэро Фио:рэ)
Сэйю: Юми Утияма
Страж шестого этажа; друид; тёмный эльф Персонаж мужского пола, брат-близнец Ауры. По меркам эльфов он очень юный, но не по людским — ему 80 лет. В отличие от своей сестры Маре застенчивый и спокойный интроверт, что не мешает ему отлично исполнять обязанности смертоносного слуги Назарика. Во время беспорядков в столице по плану Демиурга силы Назарика захватывают и подчиняют самую большую преступную организацию королевства Рэ-Естиз «Восемь пальцев», главой которой становится Маре. Особой силой Маре является магия терраформирования. Также как и у его сестры, у Маре наблюдается гетерохромия (разноцветные глаза), с той лишь разницей, что у Ауры левый глаз голубой, а правый — зелёный; у Маре — наоборот. Носит женскую одежду, применяет в бою магический посох друида.
Демиург (яп. デミウルゴス Дэмиуругосу)
Сэйю: Масаюки Като
Страж Седьмого этажа, демон; главный стратег гробницы Назарика. Демиург носит стильный оранжевый костюм и круглые очки; в своей человекоподобной форме имеет алмазные глаза и длинный металлический хвост; а в полудемонической напоминает гигантскую жабу. Злейший и умнейший НПС в Назарике, наслаждающийся чужими страданиями, о чём свидетельствуют его эксперименты над заключенными. Демиург отвечает за тактику и защиту Назарика; стремясь предугадать планы своего повелителя, он, сам того не ведая, подсказывает Айнз Ул Гоуну, как лучше поступить. Демиург и Себас имеют разные взгляды на мир, как и их создатели, которые часто конфликтовали. После слов Айнз Ул Гоуна (о захвате мира) становится одержимым этой идеей и пытается всячески ему помочь в этом деле.
Себас Тиян (яп. セバス・チャン Сэбасу Тян)
Сэйю: Сигэру Тиба
Главный дворецкий Назарика, драконоид; Глава отряда Плеяды. Внешне он полностью похож на пожилого с аккуратной бородой человека. Специализацией Себаса является рукопашный бой. По силе и другим характеристикам он не уступает стражам этажей. В отличие от других НПС обладает сильным чувством справедливости, заложенное его создателем Тач Ми. Старается не убивать без веской причины, а нуждающимся помогать. Демиург обладает противоположным взглядом, из-за чего они конфликтуют.

## Ранобэ
Cерия Ранобэ написанная Куганэ Маруямы с иллюстрациями so-bin, начало публиковаться в 2010 году до приобретения Enterbrain. По состоянию на 30 сентября 2017 года были опубликованы двенадцать томов, первый выпуск был опубликован 30 июля 2012 года и двенадцатый выпуск издан 30 сентября 2017 года.

### Японский рынок
По состоянию на июнь 2015 года, количество проданных книг составило около 600 тыс. экземпляров, по данным на август 2015 года, книги разошлись тиражом более 1,5 млн копий.
За 2016 было продано 711 т копий. Итого на 2016 год продано 2,2 млн копий.
За 2017 было продано 426 т копий. Итого на 2017 год продано 2,6 млн копий.
С выходом 14-го тома ранобэ Маруяма объявил, что завершит основную историю Overlord в 17 томах.

### Мировой рынок
Yen Press объявила о покупке лицензии на серию в октябре 2015 для Северной Америки и начала публиковать романы на английском языке, первая публикация была 24 мая 2016 года.
На английский язык переведено первые 7 книг и объявлено о скором выходе 8 книги.
В России серия выкуплена Издательским домом «Истари комикс». Предзаказ первого тома ранобэ был закрыт 28 февраля 2018 года.

#### Список томов
| №  | Заглавие                                                                                   | Японский                                     | Русский                                   |
| -- | ------------------------------------------------------------------------------------------ | -------------------------------------------- | ----------------------------------------- |
| 1  | Overlord 1: Король-нежить オーバーロード1 不死者の王                                       | 30 июля 2012 года ISBN 978-4-04-728152-3     | Март 2019 года ISBN 978-5-907014-05-3     |
| 2  | Overlord 2: Тёмный воин オーバーロード2 漆黒の戦士                                         | 30 ноября 2012 года ISBN 978-4-04-728451-7   | Сентябрь 2019 года ISBN 978-5-907014-06-0 |
| 3  | Overlord 3: Кровавая валькирия オーバーロード3 鮮血の戦乙女                                | 30 марта 2013 года ISBN 978-4-04-728689-4    | Сентябрь 2019 года ISBN 978-5-907014-67-1 |
| 4  | Overlord 4: Герои людоящеров オーバーロード4 蜥蜴人の勇者たち                              | 31 июля 2013 года ISBN 978-4-04-728953-6     | Февраль 2020 года ISBN 978-5-907014-68-8  |
| 5  | Overlord 5: Мужи королевства I オーバーロード5 王国の漢たち [上]                           | 28 декабря 2013 года ISBN 978-4-04-729259-8  | 1 июля 2022 ISBN 978-5-907340-28-2        |
| 6  | Overlord 6: Мужи королевства II オーバーロード6 王国の漢たち [下]                          | 31 января 2014 года ISBN 978-4-04-729356-4   | 1 июля 2022 ISBN 978-5-907340-29-9        |
| 7  | Overlord 7: The Invaders of the Large Tomb オーバーロード7 大墳墓の侵入者                  | 30 августа 2014 года ISBN 978-4-04-729809-5  |                                           |
| 8  | Overlord 8: The Two Leaders オーバーロード8 二人の指導者                                   | 26 декабря 2014 года ISBN 978-4-04-730084-2  |                                           |
| 9  | Overlord 9: The Magic Caster of Destroy オーバーロード9 破軍の魔法詠唱者                   | 29 июня 2015 года ISBN 978-4-04-730473-4     |                                           |
| 10 | Overlord 10: The Ruler of Conspiracy オーバーロード10 謀略の統治者                         | 30 мая 2016 года ISBN 978-4-04-734089-3      |                                           |
| 11 | Overlord 11: The Craftsman of Dwarf オーバーロード11 山小人の工匠                          | 30 сентября 2016 года ISBN 978-4-04-734230-9 |                                           |
| 12 | Overlord 12: The Paladin of the Holy Kingdom (Part 1) オーバーロード12 聖王国の聖騎士 [上] | 30 сентября 2017 года ISBN 978-4-04-734845-5 |                                           |
| 13 | Overlord 13: The Paladin of the Holy Kingdom (Part 2) オーバーロード13 聖王国の聖騎士 [下] | 27 апреля 2018 года ISBN 978-4-04-734947-6   |                                           |
| 14 | Overlord 14: The Witch of the Falling Kingdom オーバーロード14 滅国の魔女                  | 12 марта 2020 года ISBN 978-4-04-735885-0    |                                           |
| 15 | Overlord 15: The Half Wood Elf God-kin (Part 1) オーバーロード15半森妖精の神人 [上]        | 30 июня 2022 года ISBN 978-4-04-736555-1     |                                           |
| 16 | Overlord 16: The Half Wood Elf God-kin (Part 2) オーバーロード16半森妖精の神人 [下]        | 29 июля 2022 года ISBN 978-4-04-736556-8     |                                           |

## Манга
Манга адаптация с иллюстрациями Хугина Мияма, начала выходить в журнале Comp Ace с 26 ноября 2014 года.

## Аниме
Аниме-адаптация ранобэ от студии Madhouse началась в 7 июля 2015 года. В 2017 году появились новости, что второй сезон начнет выходить в январе 2018 года. В конце 2 сезона создатели объявили о скором выходе 3 сезона в этом же 2018 году летом. 12 марта 2022 года на официальной странице KADOKAWAanime в ютуб был анонсирован трейлер 4 сезона где объявлялось, что 4 сезон выйдет в июле 2022 года.
Первый сезон выходил с 7 июля по 29 сентября 2015 года. Каждая серия первого сезона аниме начинается с опеннинга «Clattanoia» от OxT, а заканчивается «L.L.L.» от Myth & Roid. Первый сезон охватывает первые три книги. Серии выходят в 24 минутном формате. В 2017 году вышло два фильма компиляции первого сезона. В конце второго фильма был анонсирован 2 сезон аниме. После выхода основных серий, были выпущены 8 филлерных (специальных или дополнительных) серии в трех минутном формате. 
Второй сезон выходил с 9 января по 4 апреля 2018 года. Опенинг и эндинг в этом сезоне также исполнили OxT с «Go Cry Go», и Myth & Roid с «Hydra». В дни выхода последних серий анонсировали 3 сезон, который будет выпущен в июле 2018 года. Создатели не заставили себя ждать и в конце 2 сезона было объявлено о примерном выходе 3 сезона.. Во 2-м сезоне экранизированы с четвёртой по шестую книгу. Создатели аниме подготовили 6 специальных мало хронометражных серий, с точки зрения сценария они являются продолжением 13 специальных серий первого сезона и OVA.
Третий сезон стартовал 10 июля 2018 года. Вступительная заставка и финальный ролик в этом сезоне также исполнили OxT с «Silent Solitude», и Myth & Roid с «Voracity». OxT исполнили песню в конце, а Myth & Roid — в начале. Третий сезон охватывает седьмой, восьмой и девятый том.
Также в начале 2021 года, во время марафон-показа первых трёх сезонов был анонсирован 4 сезон, а также фильм «Повелитель: Святое королевство». В четвертом сезоне, стартовавшем 5 июля 2022 года,  экранизированы 10, 11 и 14 книга новеллы. 12 и 13 том были экранизированы в полнометражном фильме, вышедшем 20 сентября 2024 года.